# Cleptometopus undulatus
Cleptometopus undulatus är en skalbaggsart som först beskrevs av Maurice Pic 1934.  Cleptometopus undulatus ingår i släktet Cleptometopus och familjen långhorningar. Inga underarter finns listade i Catalogue of Life.